# Sundance, Wyoming

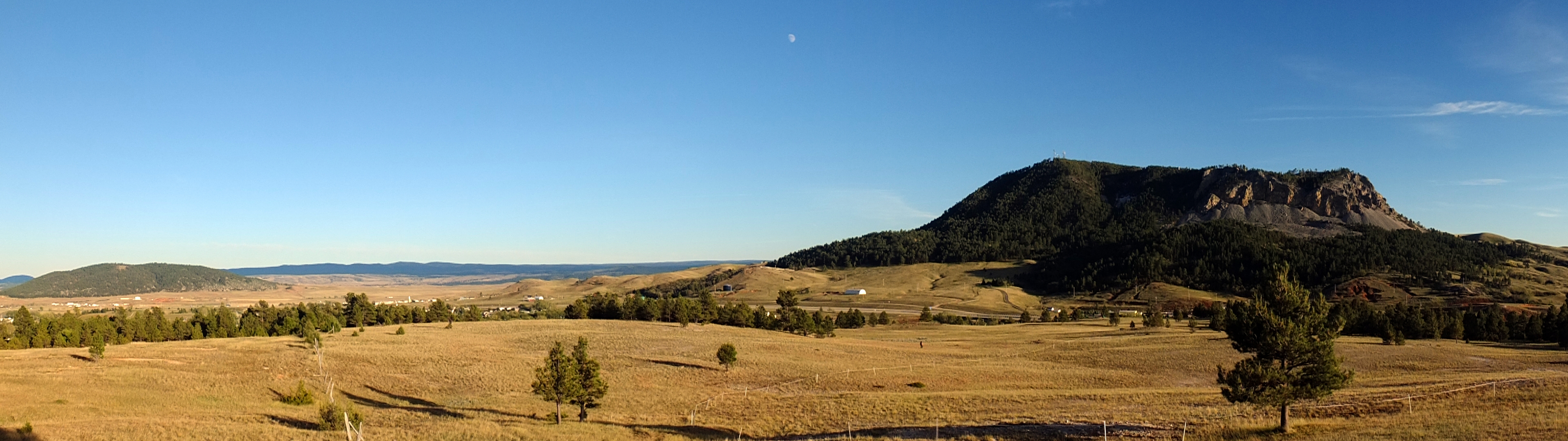
Vy mot Sundance från Moriah Hill.

Sundance är en stad i Crook County i delstaten Wyoming i USA. Sundance är administrativ huvudort (county seat) i Crook County. Staden hade 1 182 invånare vid 2010 års folkräkning.

## Historia
Staden är mest känd för att den laglöse Sundance Kid, en medlem av Butch Cassidys Wild Bunch, tog sitt namn efter staden. Han hette egentligen Harry Longabaugh och tillbringade 18 månader i stadens fängelse för häststöld. Efter att han släpptes från fängelset 1888 fick han smeknamnet "the Sundance Kid".

## I litteratur och film
Genom den flerfaldigt Oscarsbelönade filmen Butch Cassidy och Sundance Kid (1969) blev historien om Sundance Kid allmänt känd. Skådespelaren Robert Redford, som spelade Longabaugh i filmen, döpte senare sin skidanläggning Sundance Ski Resort utanför Provo, Utah och Sundance filmfestival efter Sundance Kid.
Barnboken Scumble av Ingrid Law utspelas i Sundance.

## Kultur och sevärdheter
Strax norr om staden ligger Devils Towers nationalmonument, som har omkring 400 000 besökare årligen.